# Mecopisthes rhomboidalis
Mecopisthes rhomboidalis är en spindelart som beskrevs av Gao, Zhu och Gao 1993. Mecopisthes rhomboidalis ingår i släktet Mecopisthes och familjen täckvävarspindlar. Inga underarter finns listade i Catalogue of Life.